# Erbschaftsteuer in Island
In Island wird beim Erwerb von Todes wegen vom Erwerber eine Erbschaftsteuer erhoben. Bei unentgeltlichen Zuwendungen unter Lebenden (Schenkungen) fällt eine Schenkungsteuer nicht an, jedoch unterliegt ein solcher Erwerb der Einkommensteuer.

## Gesetzliche Grundlage
Die Erbschaftsteuer wurde aufgrund von Reformen in den Jahren 1995 und 2004 wesentlich gesenkt und vereinfacht. Zuvor wurde die Steuer in unterschiedlicher Höhe nach drei aufgrund des Verwandtschaftsgrads gebildeten Steuerklassen und innerhalb dieser Klassen mit dem Wert des ererbten Nachlasses ansteigend erhoben.

## Umfang, Höhe und Erhebung der Steuer
Steuerpflichtig ist jeder Erwerb von Todes wegen von einem in Island wohnhaft gewesenen Erblasser (Erbanfallsteuer). Der Steuer unterliegen sowohl die in Island als auch die im Ausland gelegenen beweglichen und unbeweglichen Nachlassgegenstände. Diese werden mit ihrem Verkehrswert zum Zeitpunkt des Erbfalls bewertet, in Island gelegene Immobilien mit ihrem Steuerwert. Es kann vom Erben auch eine Neubewertung verlangt werden, wenn dieser glaubt, dass der Verkehrswert niedriger als der Steuerwert sei. Von diesem Wert werden die vorhandenen Belastungen sowie die Kosten der Beerdigung und der Nachlassabwicklung abgezogen.
Die Steuer wird mit einem festen Satz von 5 % des Wertes des Erwerbs festgesetzt, wobei jedoch ein Betrag in Höhe von 1.000.000 Islandkronen (etwa 5.500 Euro) steuerfrei ist. Die Steuer ist mit der Abwicklung des Nachlasses bei der Kreisbehörde zu zahlen. Der Zahlungsnachweis ist erforderlich, um einen Rechtswechsel in öffentlichen Registern eintragen zu können.
Von der Steuer ausgenommen sind Ehegatten und ihnen gesetzlich gleichgestellte Lebenspartner. Ausgenommen sind auch andere Lebenspartner, wenn sie durch ein Testament bedacht werden und sich aus dem Testament auch die Tatsache der Partnerschaft ergibt.

## Schenkungsteuer
Eine Schenkungssteuer wird zwar nicht erhoben, jedoch unterliegen solche Zuwendungen unmittelbar der Einkommensteuer. Gelegenheitsgeschenke im üblichen Umfang sind jedoch auch von der Einkommensteuer ausgenommen.

## Internationales Steuerrecht
Island ist gemeinsam mit Dänemark, Finnland, Norwegen, Schweden und den Färöer-Inseln Teilnehmer des Nordischen Abkommens zur Vermeidung der Doppelbesteuerung von Einkommen und Vermögen. Nach diesem Abkommen fällt die Erbschaftsteuer in dem Land an, in dem der Schenker wohnt bzw. der Erblasser gewohnt hat. Zudem kann jedes Land die in seinem Territorium gelegenen Immobilien sowie Beteiligungen an dortigen Unternehmen besteuern.